# Sowjetischer Eishockeypokal 1979
Die Saison 1979 war die 19. Austragung des sowjetischen Eishockeypokals. Pokalsieger wurde zum elften Mal ZSKA Moskau. Bester Torschütze des Turniers war Alexander Weselow von Dinamo Riga mit neun Toren.

## Gruppenphase

### Gruppe 1
|    | Klub                | Sp | Punkte |
| -- | ------------------- | -- | ------ |
| 1. | Spartak Moskau      | 3  | 5      |
| 2. | Chimik Woskressensk | 3  | 4      |
| 3. | Lokomotive Moskau   | 3  | 3      |
| 4. | Schinnik Omsk       | 3  | 0      |

Sp = Spiele, S = Siege, U = Unentschieden, N = Niederlagen

### Gruppe 2
|    | Klub                  | Sp | Punkte |
| -- | --------------------- | -- | ------ |
| 1. | Sokol Kiew            | 3  | 6      |
| 2. | Traktor Tscheljabinsk | 3  | 4      |
| 3. | Dinamo Minsk          | 3  | 2      |
| 4. | Ischstal Ischewsk     | 3  | 0      |

Sp = Spiele, S = Siege, U = Unentschieden, N = Niederlagen

### Gruppe 3
|    | Klub                  | Sp | Punkte |
| -- | --------------------- | -- | ------ |
| 1. | Salawat Julajew Ufa   | 3  | 5      |
| 2. | Krylja Sowetow Moskau | 3  | 5      |
| 3. | Binokor Taschkent     | 3  | 2      |
| 4. | Molot Perm            | 3  | 0      |

Sp = Spiele, S = Siege, U = Unentschieden, N = Niederlagen

### Gruppe 4
|    | Klub               | Sp | Punkte |
| -- | ------------------ | -- | ------ |
| 1. | Dinamo Riga        | 3  | 6      |
| 2. | SK Uritskogo Kasan | 3  | 3      |
| 3. | Torpedo Gorki      | 3  | 2      |
| 4. | Diselist Pensa     | 3  | 1      |

Sp = Spiele, S = Siege, U = Unentschieden, N = Niederlagen
Dynamo Moskau und ZSKA Moskau waren direkt für das Playoff-Halbfinale qualifiziert.

## Playoffs

### Viertelfinale
| Sokol Kiew  | 2:0 | Salawat Julajew Ufa |
| Dinamo Riga | 6:3 | Spartak Moskau      |

### Halbfinale
| ZSKA Moskau   | 5:1 | Sokol Kiew  |
| Dynamo Moskau | 4:3 | Dinamo Riga |

### Finale
| ZSKA Moskau | 4:2 | Dynamo Moskau |

## Pokalsieger
| Pokalsieger ZSKA Moskau | Torhüter: Wladislaw Tretjak Verteidiger: Sergei Babinow, Wjatscheslaw Fetissow, Sergei Gimajew, Alexei Kassatonow, Tiit Lambin, Wladimir Luttschenko, Alexei Woltschenkow Angreifer: Wjatscheslaw Anissin, Helmuts Balderis, Waleri Charlamow, Sergei Kapustin, Wladimir Krutow, Alexander Lobanow, Sergei Makarow, Wladimir Petrow, Wladimir Popow, Wiktor Schluktow, Wladimir Wikulow, Alexander Woltschkow Cheftrainer: Wiktor Tichonow |